# Hanteng

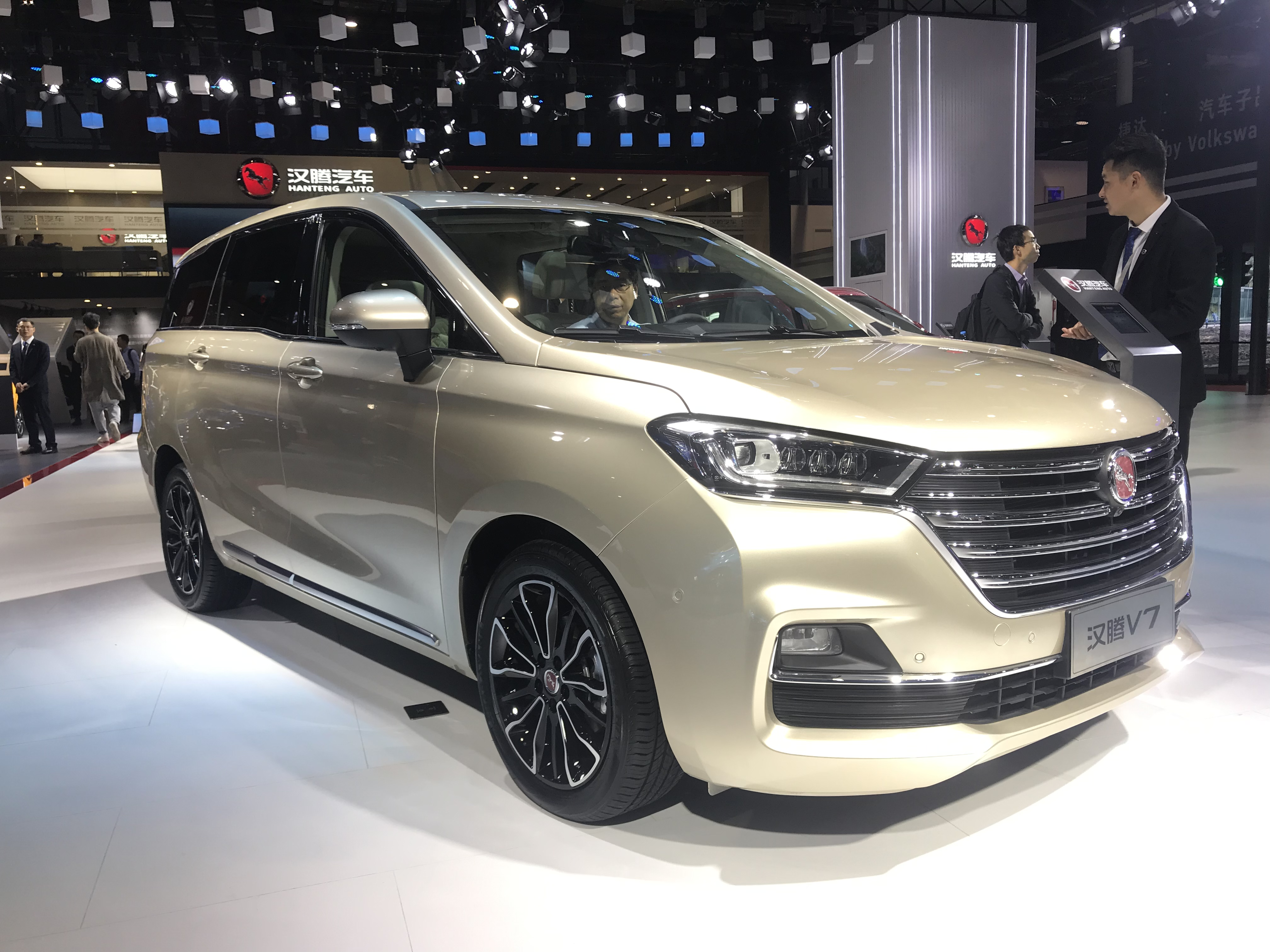
Hanteng V7

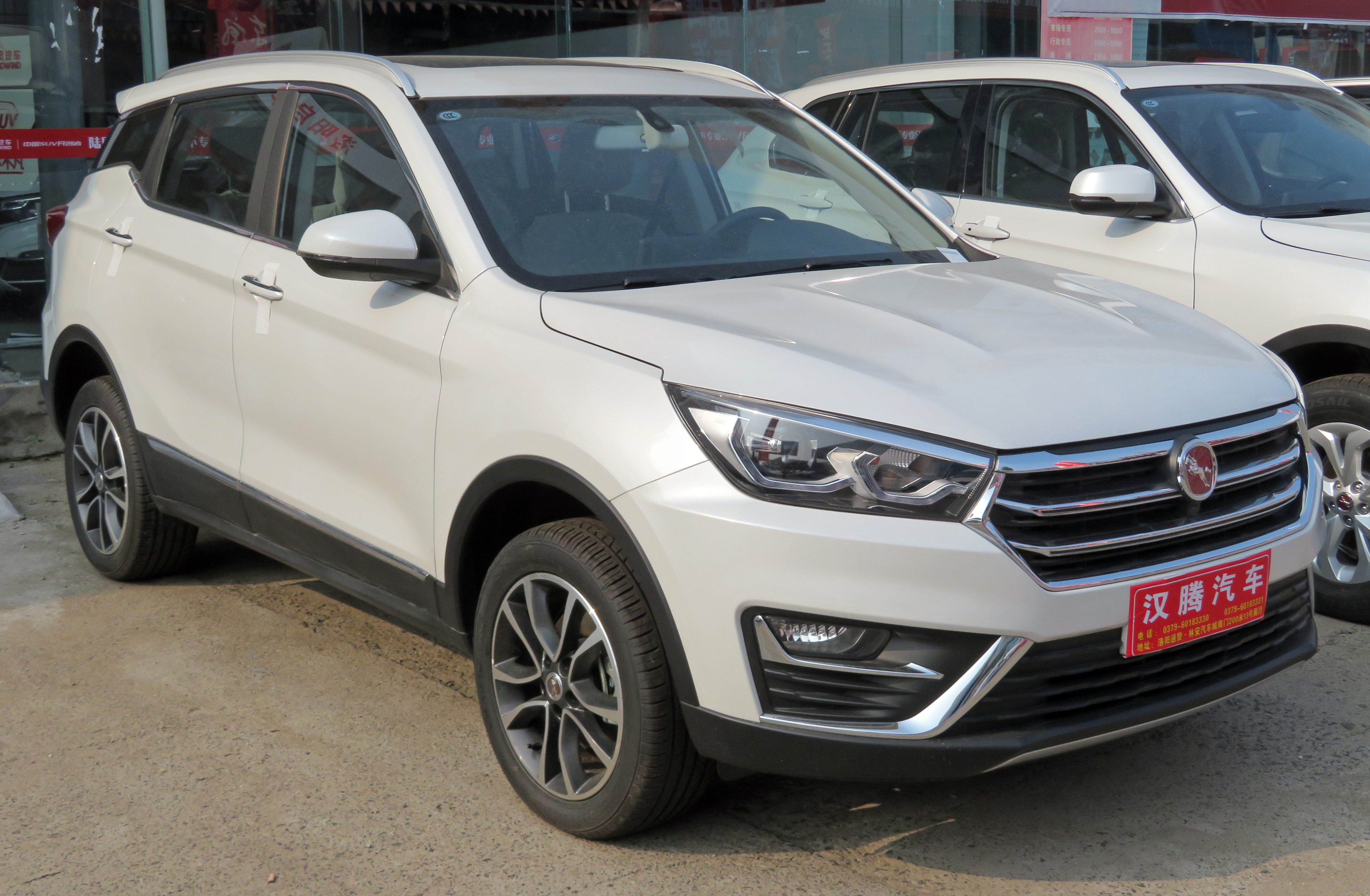
Hanteng X5

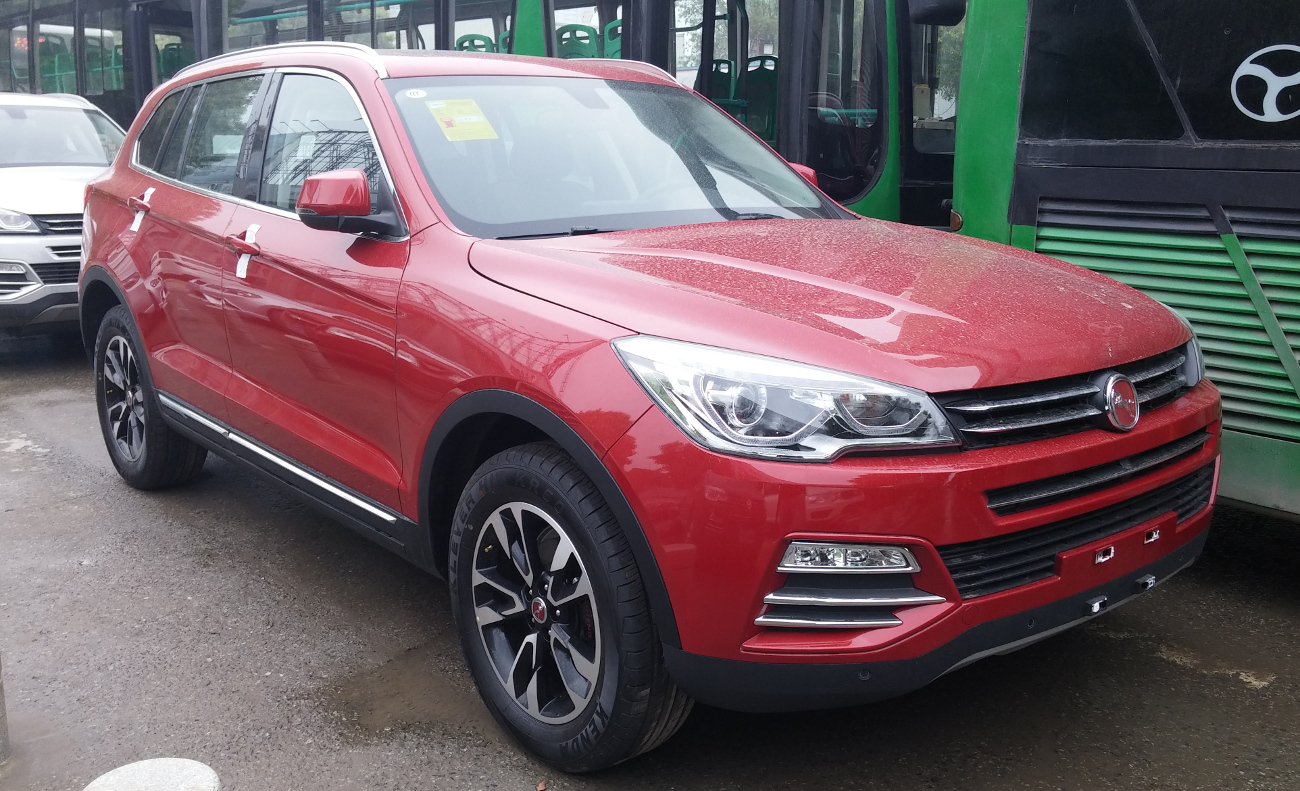
Hanteng X7

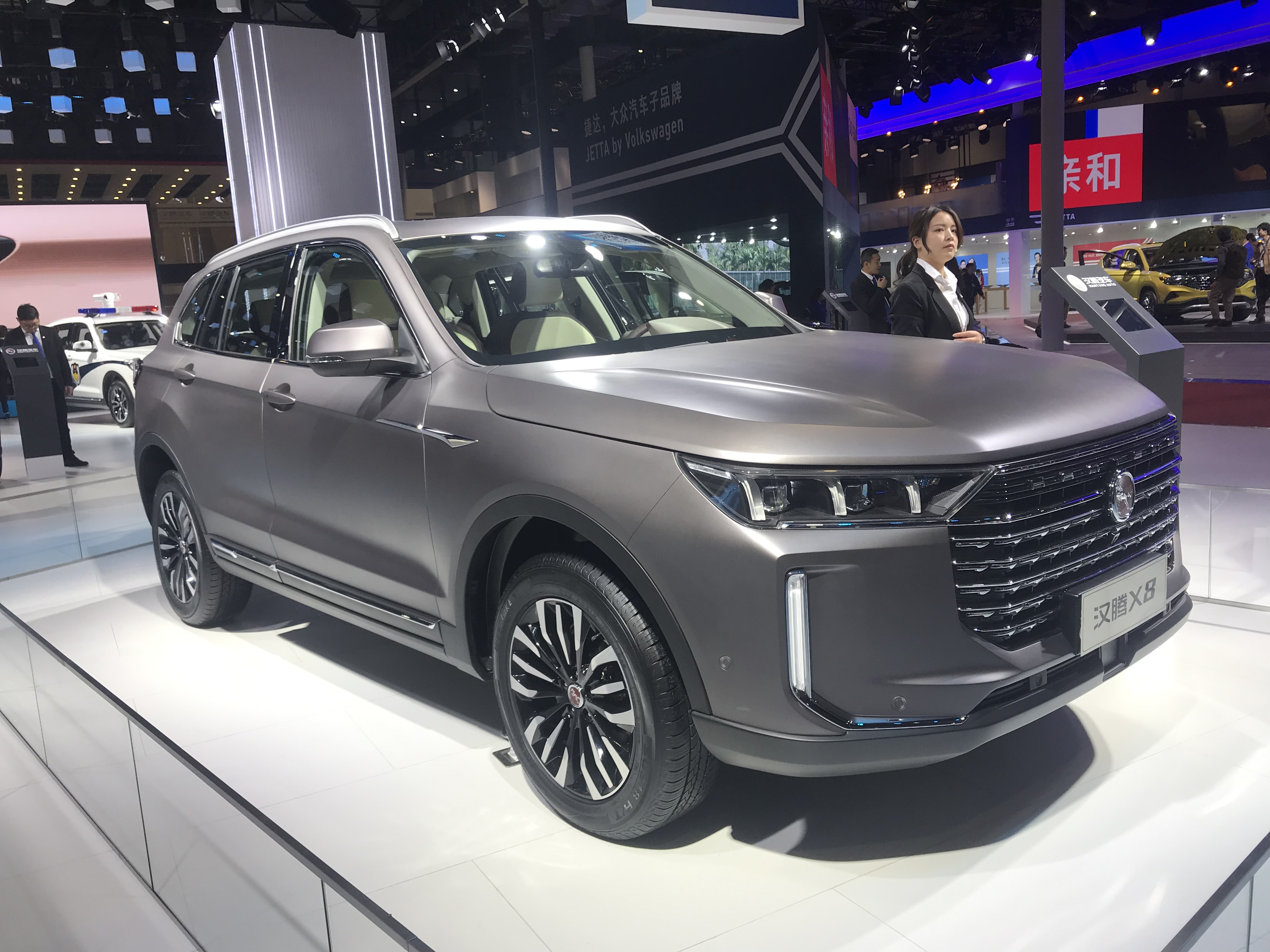
Hanteng X8

Hanteng (chinesisch 汉腾汽车) war eine chinesische Automarke. Das 2013 gegründete Unternehmen Jiangxi Hanteng Automobile aus Shangrao führte sie 2016 für Personenkraftwagen auf dem chinesischen Markt ein. Seit 2017 gibt es eine Kooperation mit Derways, sodass Russland als Exportmarkt hinzugekommen ist.

## Fahrzeugmodelle
Die meisten Modelle der Marke sind Sport Utility Vehicles, die mit herkömmlichen Verbrennungsmotoren ausgerüstet sind. Dazu gehören:
- Hanteng X5
- Hanteng X7
- Hanteng X8

Des Weiteren wurde mit dem Hanteng V7 zwischen 2019 und 2021 ein Kompaktvan angeboten.

## Verkaufszahlen in China
| Jahr | Zulassungszahlen in China |
| ---- | ------------------------- |
| 2016 | 16.117                    |
| 2017 | 62.020                    |
| 2018 | 64.357                    |
| 2019 | 45.198                    |
| 2020 | 10.475                    |
| 2021 | 748                       |

Quelle: